# Artan Minarolli
Artan Minarolli (ur. 13 maja 1958 w Tiranie, zm. 30 grudnia 2015 tamże) – albański reżyser filmowy, aktor i scenarzysta. 

## Życiorys
Ukończył studia na Wydziale Dramatu Instytutu Sztuk w Tiranie. Po studiach rozpoczął pracę jako aktor na deskach teatru w Beracie. W 1986 rozpoczął pracę w Studiu Filmowym „Nowa Albania” (alb. Kinostudio Shqiperia e Re) jako asystent reżysera Spartaka Pecaniego przy realizacji filmu Fjalë pa fund. 
W 1991 zrealizował pierwszy samodzielny film – dokumentalny obraz Per nje centimeter, który otrzymał specjalną nagrodę na Festiwalu Filmów Dokumentalnych w Turynie. W 1993 wyjechał na sześciomiesięczne studia specjalistyczne z zakresu reżyserii filmowej w Europejskiej Szkole Filmowej w Kopenhadze. Kolejny film, którego Minarolli był reżyserem i scenarzystą (wspólnie z Petritem Ruką) -  Qind per qind był prezentowany na Festiwalu Filmowym w Trieście.
Do 2014 kierował Narodowym Centrum Filmowym (Qendra Kombëtare Kinematografike). Zmarł na atak serca.

## Filmy fabularne
- 1993: Qind per qind
- 1994: Plumbi prej plasteline
- 2004: Nata pa hene
- 2009: Kronika provincionale
- 2009: Gjallë!

## Filmy dokumentalne
- 1991: Per nje centimeter